# Soziologische Fragen
Soziologische Fragen ist ein 1980 veröffentlichtes Buch des französischen Soziologen Pierre Bourdieu. Es enthält eine Reihe thematisch vielfältiger und relativ kurzer Beiträge, darunter den zentralen Aufsatz „Über einige Eigenschaften von Feldern“, der den Begriff des Feldes kurz und knapp behandelt. Einerseits handelt es sich bei den Beiträgen um Interviews, die Bourdieu gegeben hat, andererseits um Abhandlungen und Vorlesungen, die spezielle Bereiche seiner Theorie (z. B. Musikgeschmack) abdecken. 
Im ersten Teil des Buches (S. 10–90) geht es um die Rolle des Soziologen als Wissenschaftler und Intellektueller und Bourdieus Verständnis einer kritisch-reflexiven Soziologie. Die folgenden Seiten behandeln disparate Themen, zu einem beträchtlichen Teil kultursoziologischer Art („Über Ursprung und Entwicklung der Arten der Musikliebhaber“, „Haute Couture und Haute Culture“, „Historische und soziale Voraussetzungen modernen Sports“, „Die Metamorphose des Geschmacks“), aber auch sprachlicher („Der sprachliche Markt“, „Die Zensur“). Der letzte Teil streift schließlich politische Themen („Die öffentliche Meinung gibt es nicht“, „Bildung und Politik“, „Streik und politisches Handeln“, „Der Rassismus der Intelligenz“).

## Ausgaben
- Questions de sociologie. Les Éditions de Minuit, coll. « Documents », Paris 1980, ISBN 2-707-30325-9.
  - Soziologische Fragen. Aus dem Französischen von Hella Beister und Bernd Schwibs, Suhrkamp, Frankfurt am Main 1993, ISBN 3-518-11872-2.